# Пятало, Ким Егорович
Ким Егорович Пятало (20 апреля 1938, Ухта — 2 сентября 2024) — советский лыжник и тренер по лыжным гонкам и биатлону. Заслуженный тренер СССР по биатлону (1976). Заслуженный тренер РФ по лыжным гонкам.

## Биография
Родился 20 апреля 1938 года.
В 1960-х годах был членом сборной команды СССР по лыжным гонкам. Мастер спорта СССР (1966).
В 1966 году стал бронзовым призёром чемпионата СССР в гонке на 70 км.
С 1974 по 1982 год работал тренером по лыжной подготовке в мужской сборной команде СССР по биатлону. Готовил команду к участию в Зимних олимпийских играх 1976 года в Инсбруке и 1980 года в Лейк-Плэсиде.
В начале 1980-х годах К. Е. Пятало был приглашен в сборную команду страны по лыжным гонкам и более 35 лет проработал в ней тренером-организатором и начальником команды.
В качестве тренера и начальника команды принимал участие в девяти Зимних олимпийских играх и двенадцати чемпионатах мира.
Награждён несколькими правительственными наградами, дважды ему присваивалось звание «Лучший тренер года».
В 1999 году был удостоен почётного звания «Заслуженный работник физической культуры Российской Федерации».
В 2019 году был удостоен почётного знака Главы Республики Карелия «За вклад в развитие Республики Карелия».
Умер 2 сентября 2024 года в возрасте 86 лет.